# Beyond Abilities
Beyond Abilities är det finländska nyklassiska power metal-bandet Warmens andra studioalbum, utgivet i oktober 2001 på Spinefarm Records, och i Japan på Toy's Factory i februari 2002. "Alone" släpptes som singel.
Beyond Abilities innehåller fler låtar med sång än föregångaren. Utöver Kimberly Goss (Sinergy) bidrar även Timo Kotipelto (Stratovarius), Pasi Nykänen (Throne of Chaos) och Maija Salo med gästsång.

## Låtlista
1. "Beyond Abilities" – 3:27
2. "Spark" (med Timo Kotipelto) – 4:31
3. "Hidden" (med Kimberly Goss) – 3:27
4. "Trip to..." (instrumental) – 3:07
5. "Dawn" (med Pasi Nykönen) – 4:45
6. "Singer's Chance" (med Timo Kotipelto) – 5:03
7. "Alone" (med Kimberly Goss) – 3:46
8. "Confessions" – 2:46
9. "Salieri Strikes Back" (instrumental) – 5:17
10. "War of Worlds" (instrumental) – 3:47
11. "Finale" (instrumental) – 6:33

Bonusspår på den japanska utgåvan
1. "E.W.O. (E.W.O. Suite No. 1)" (instrumental) – 5:39

## Medverkande
Musiker
- Janne Wirman – keyboard, piano
- Sami Virtanen – sologitarr
- Antti Wirman – rytmgitarr
- Lauri Porra – basgitarr
- Mirka Rantanen – trummor

Bidragande musiker
- Kimberly Goss – sång
- Timo Kotipelto – sång
- Pasi Nykänen – sång
- Maija Salo – sång

Produktion
- Janne Wirman – producent, inspelningstekniker
- Sami Virtanen – inspelningstekniker
- Nino Laurenne – inspelningstekniker
- Mikko Karmila – inspelningstekniker, mixning
- Mika Jussila – mastering
- Janne Pitkänen – albumkonst
- Toni Härkönen – foto